# Cantone di Messei
Il Cantone di Messei era una divisione amministrativa dell'arrondissement di Argentan.
È stato soppresso a seguito della riforma complessiva dei cantoni del 2014, che è entrata in vigore con le elezioni dipartimentali del 2015.
Comprendeva i comuni di:
- Banvou
- Bellou-en-Houlme
- Le Châtellier
- La Coulonche
- Dompierre
- Échalou
- La Ferrière-aux-Étangs
- Messei
- Saint-André-de-Messei
- Saires-la-Verrerie